# Phytoliriomyza nigriantennalis
Phytoliriomyza nigriantennalis este o specie de muște din genul Phytoliriomyza, familia Agromyzidae, descrisă de Spencer în anul 1975.
Este endemică în Sri Lanka. Conform Catalogue of Life specia Phytoliriomyza nigriantennalis nu are subspecii cunoscute.